# دنیل نوویکوف
دنیل نوویکوف (انگلیسی: Daniel Novikov؛ زادهٔ ۶ ژوئن ۱۹۸۹) دوچرخه‌سوار اهل استونی است.
وی در بازی‌های المپیک تابستانی ۲۰۰۸ شرکت کرده و در جایگاه ۲۱ بخش اسپرینت مردان قرار گرفته است.